# Camisas Rojas (Estados Unidos)
Las Camisas Rojas fue un grupo paramilitar fundado en el sur de los Estados Unidos, siendo un importante grupo supremacista. El grupo cobró notoriedad a finales del siglo XIX, y después del fin de la era de Reconstrucción. Los Camisas rojas se originaron en Misisipi en 1875, cuando algunas brigadas conservadoras adoptaron camisas rojas para hacerse más visibles y amenazar tanto a sureños progresistas así como a los recién liberados. Grupos con modus operandi similar surgieron en Las Carolinas.
Entre los Camisas Rojas más prominentes se encuentran los seguidores del candidato de Partido Democrático Wade Hampton durante las campañas electorales de  1876 y 1878. Las Camisas Rojas eran varias organizaciones  paramilitares creadas después de la guerra civil estadounidense, como la Liga Blanca en Luisiana, con el objetivo de "recuperar el poder político del sur". Estos grupos actuaron  como "el brazo militar del Partido Demócrata."
Ocasionalmente las Camisas Rojas participaban en actos violentos de terrorismo junto a la Liga Blanca y distintos clubs de tiro, y algunos grupos similares en los últimos años del siglo XIX trabajaron de manera más organizada que el Ku Klux Klan. Utilizaron la organización, intimidación y la violencia conseguir poder político y que los Demócratas retiraran del poder a los Republicanos, reprimiendo civiles y retirando los derechos conseguidos por los esclavos recién liberados. Durante sus campañas armadas en Carolina del Norte, las Camisas Rojas desempeñaron un papel destacado en la intimidación de los votantes no demócratas.

## Orígenes y simbolismos
Según E. Merton Coulter en su libro El sur Durante la Reconstrucción (1947), los camisa roja nacieron en Misisipi en 1875 por "Brigadistas del sur" del Partido Demócrata quién se oponía a los afroamericanos que tenían puestos en el Partido Republicano. Las Camisas Rojas interrumpieron en mítines Republicanos, intimidando o incluso asesinando dirigentes negros, y desanimados a otros afroamericanos que votarían en las urnas.
Los hombres que llevan las camisas rojas se reportaron por primera en  Charleston, Carolina del Sur el 25 de agosto de 1876, durante un desfile de antorchas. "Agitando la camisa sangrienta"  era un modismo en el sur para burlarse de los políticos opositores que hicieron emotivos llamamientos para vengar la sangre de los soldados que murieron en la Guerra Civil. Las frases se usaron con mayor frecuencia contra los republicanos, que fueron acusados de usar el recuerdo de la Guerra Civil para su ventaja política. El simbolismo de camisa roja se extendió rápidamenteídamente. Los sospechosos arrestados después de la Masacre de Hamburgo llevaron camisas rojas cuando ellos se marchaban de la ciudad el 5 de septiembre en su campamento cerca de Aiken, Carolina del Sur. Martin Gary, el organizador de la campaña Demócrata en Carolina del sur de 1876, ordenó que sus seguidores usaran camisas rojas en todos los mítines y funciones del partido.
El llevar una camisa roja se convirtió en un símbolo de orgullo y resistencia por los supremacistas en Carolina del Sur. Las mujeres cosían camisas de franela roja y otras prendas rojas. También se puso de moda que las mujeres llevaran cintas rojas en el pelo o en la cintura. Los jóvenes adoptaron las camisas rojas para expresar lealtad después de ser demasiado jóvenes para haber luchado en la  Guerra Civil.

## Camisas Rojas de Carolina del Sur
Los demócratas organizaron desfiles y mítines en cada condado de Carolina del Sur. Muchos de los participantes estaban armados, montados a caballo y uniformados con prendas rojas. Los hombres montados daban la impresión de mayor poder y número. Cuándo Wade Hampton y otros Demócratas hablaron, las Camisas Rojas respondían entusiasmados, gritando el eslogan de campaña "Hurrah para Hampton". Esto creó una expectación masiva que unido y motivó sus seguidores.
Las camisas rojas buscaron para intimidar tanto a blancos como a negros en votar por los demócratas o ni siquiera ejercer el voto. Las Camisas Rojas y los grupos similares eran especialmente activos en aquellos estados alta población afroamericana. Arribaron a reuniones republicanas, interrumpiendo juntas, e intimidando votantes negros en las encuestas. Muchos liberadosno votaron por el miedo, y otros votados por los demócratas debajo presión. Las Camisas Rojas no dudaron en utilizar violencia. En la región de Piedmont, (especialmente los condados de Aiken, Edgefield, y Barnwell), algunos afroamericanos quienes votaron fueron amenazados y azotados, mientras algunos de sus dirigentes fueron asesinados. Durante la elección presidencial de 1876. los demócratas de Edgefield y Laurens votaron "temprano y a menudo", mientras la población afroamericana fue casi inexistente en  las encuestas.
Hampton se posicionó como un estadista, prometiendo apoyo para la educación y ofreciendo protección contra la violencia que el gobernador Daniel Henry Chamberlain no parecía capaz de brindar. Los pocos afrodescendientes que votaron para Hampton, y la mayoría permaneció leal al Partido Republicano. La campaña de 1876 es considerada "la más tumultuosa en la historia de Carolina del Sur". Un historiador supremacista más tarde estimó que 150 afrodescendientes fueron asesinado en Carolina del Sur durante la campaña."
Después de las elecciones, el 7 de noviembre se produjo una prolongada disputa entre Chamberlain y Hampton, ya que ambos reclamaron la victoria. Debido al fraude electoral masivo, Edmund William McGregor Mackey, un miembro republicano de la Cámara de Representantes de Carolina del Sur, pidió al "Club de tiro Hunkidori" de Charleston que expulsara a los miembros demócratas de los condados de Edgefield y Laurens de la Cámara. Se corrió la voz por todo el estado. Para el , aproximadamente 5,000 camisas rojas se reunieron en la Casa del Estado para defender a los demócratas. Hampton pidió calma y los Camisas Rojas se dispersaron.
A raíz de una orden nacional, el presidente Rutherford B. Hayes ordenó la retirada del Ejército de Unión del estado el 3 de abril de 1877.  Los demócratas blancos completaron su toma política de Carolina del Sur. En la elección de gobernador de 1878, los Camisas Rojas hicieron una aparición nominal cuando Hampton fue reelegido sin oposición.

## Camisas Rojas de Carolina del Norte

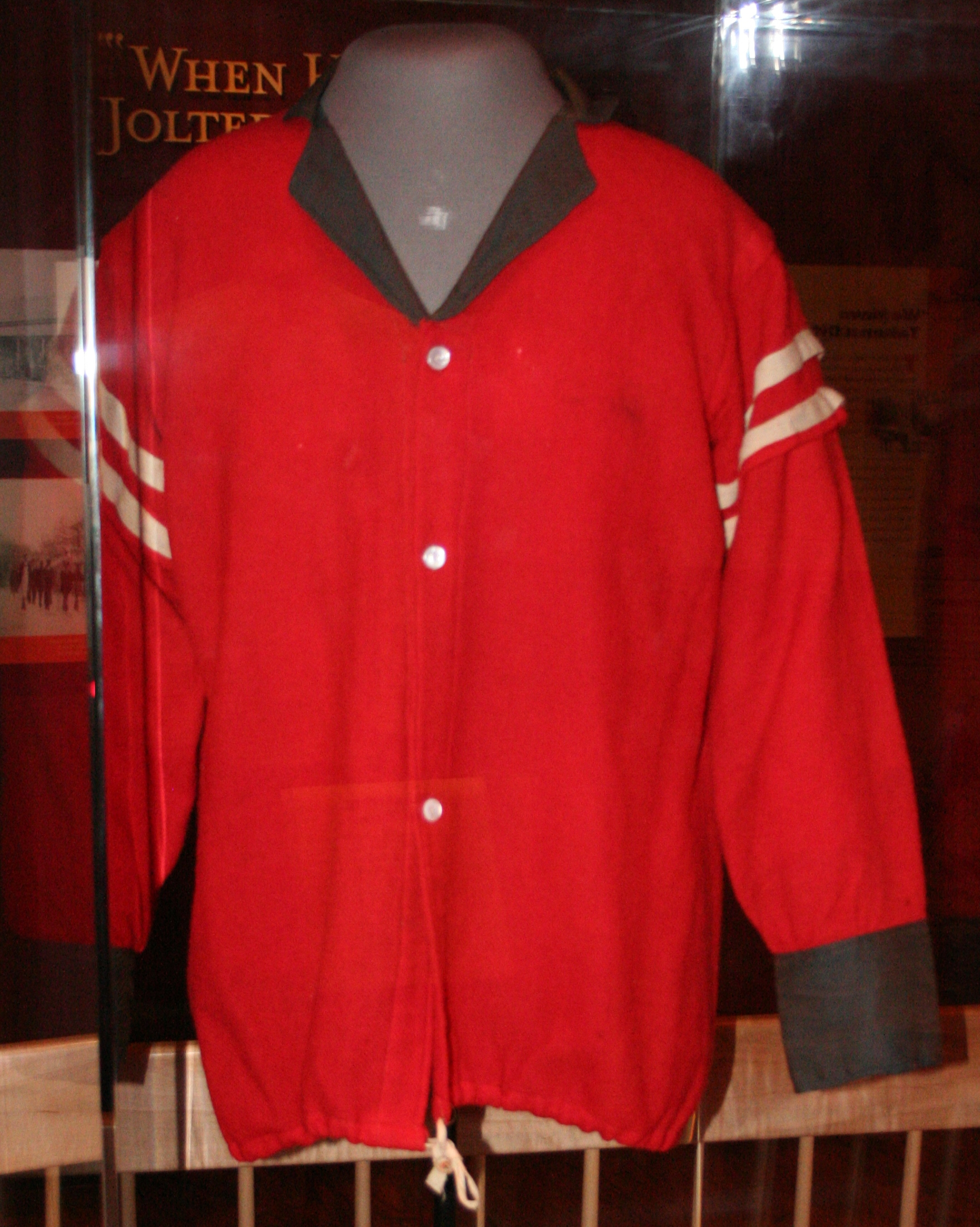
"Camisa roja" resguardada en el museo de historia de Carolina del Norte, circa 1898-1900.

Los Camisas Rojas volvieron a estar activos alrededor de las elecciones de 1896 y 1898, junto con los llamamientos de los demócratas a los votantes para que apoyaran la supremacía blanca, en un esfuerzo por evitar que los votantes se inclinaran hacia el candidato de fusión populista, como algunos habían hecho en las elecciones para gobernador de 1896. 
Los Camisas Rojas formaban parte de una campaña demócrata para oponerse a la coalición interracial de republicanos y populistas, que había ganado el control de la legislatura estatal en las elecciones de 1894 y eligió a un gobernador republicano en 1896. Tales coaliciones birraciales también se habían producido en otros estados del país. Sur, en algunos casos revocando o amenazando el control demócrata blanco de las legislaturas estatales. Las poblaciones blancas de clase alta y media temían el empoderamiento de los libertos y los blancos pobres. Para romper la coalición, los demócratas blancos utilizaron la intimidación y la violencia abierta para reducir el voto de los republicanos negros y recuperaron el control de la legislatura estatal en 1896. La intimidación y la violencia contra los negros aumentaron antes de las elecciones de 1898 en todo el estado, especialmente en los condados de mayoría negra. El 4 de noviembre de 1898, el periódico Raleigh News & Observer señaló.
El primer desfile de camisas rojas a caballo jamás presenciado en Wilmington electrizó a la gente hoy. Creó entusiasmo entre los blancos y consternación entre los negros. Todo el pueblo fue a verlo. Era un cuerpo de hombres entusiastas. Por lo demás, estaba tranquilo y ordenado. 
 En ese momento, Wilmington era la ciudad más grande del estado y su población era mayoritariamente negra.
En Wilmington, una coalición birracial de republicanos ganó los cargos de alcalde y concejal en 1898. El alcalde y dos tercios de los concejales eran blancos, elegidos de una ciudad de mayoría negra. Pero los demócratas blancos locales querían el poder y lo tomaron seis días después de las elecciones en la Insurrección de Wilmington de 1898, el mayor "golpe de estado" reconocido en la historia de Estados Unidos. Después de derrocar al gobierno, la turba atacó zonas negras de la ciudad y mató a numerosos negros, incendiando casas, escuelas e iglesias. Tantos negros abandonaron Wilmington de forma permanente que la demografía cambió, lo que resultó en una ciudad de mayoría blanca.
Los demócratas blancos que controlan la legislatura estatal redactaron una enmienda a la constitución estatal que privó de derechos a la mayoría de los afroamericanos y a muchos blancos pobres al establecer requisitos para impuestos de capitación y pruebas de alfabetización, que levantó barreras para el registro de votantes.
En 1900, la enmienda fue adoptada por un referéndum popular en todo el estado en el que se suprimió la participación de votantes negros.. De 1896 a 1904, la participación de votantes negros en Carolina del Norte se redujo a casi cero por la combinación de tales disposiciones de registro de votantes junto con reglas más complicadas para votar. Esto siguió un patrón de acciones estatales similares en todo el sur, comenzando con la nueva constitución del estado de Misisipi en 1890. Después de una generación de supremacía blanca, muchas personas olvidaron que Carolina del Norte alguna vez tuvo una próspera clase media negra.

### Libros y panfletos
- Pelota, W. W. 1868-1952. (William Vatios), Un chico  recollections de la campaña de Camisa Roja de 1876 en Carolina del Sur [Columbia, S.C. : El Club], 1911
- Drago, Edmund L. (1998). Hurrah for Hampton!: Black Red Shirts in South Carolina during Reconstruction. University of Arkansas Press. ISBN 1-55728-541-1.
- Edmonds, Helen G. El Negro y Política de Fusión en Carolina del Norte, 1894-1901, Cerro de Capilla, NC:La Universidad de Prensa de Carolina del Norte,1951.
- Edgar, Walter (1998). South Carolina A History. University of South Carolina Press. ISBN 1-57003-255-6.
- Reynolds, John S. (1969). Reconstruction in South Carolina. Negro University Press. ISBN 0-8371-1638-4.
- Sheppard, William Arthur Algunas Razones Por qué las camisas Rojas Recordaron, (Greer: El Chas P. Smith Compañía, 1940)
- ibid., las camisas Rojas Recordaron, (Atlanta: Ruralist Prensa, INC, 1940)
- Simkins, Francis Butler & Woody, Robert Hilliard  Carolina del Sur Durante Reconstrucción, (Durham: La Universidad de Prensa de Carolina del Norte, 1932)
- Thompson, Henry Tazewell, 1859- Desbancando el carpetbagger de Carolina del Sur Columbia, S.C., Prensa del R.L. Bryan compañía, 1926.
- Williams, Alfred B. (1935). Hampton and his Red shirts; South Carolina's deliverance in 1876. Walker, Evans & Cogswell Company.

- Datos: Q7305032
- Multimedia: Red Shirts / Q7305032